# Anton Szanya
Anton Szanya (* 14. März 1945 in Mödling) ist ein österreichischer Erwachsenenbildner und Historiker.

## Leben
Anton Szanya wurde Ende des Zweiten Weltkrieges geboren und wuchs in einer Pflegefamilie auf, für die Bücher eine große Bedeutung hatten. Nach der Volksschule in Wien-Atzgersdorf besuchte er die Bundesrealschule in Wien 12., Erlgasse 32, wo er 1964 maturierte. Prägend für ihn war die Lektüre der „Geschichte Europas und des Orients“ von Robert Endres: hier fand er Zugang zu historischem Denken und zu einer säkularen Weltauffassung.
Im Herbst 1964 immatrikulierte Szanya an der Universität Wien und studierte Geschichte, Germanistik und Psychologie. Er promovierte 1974 mit einer Dissertation zum Thema „Erörterungen von Humanisten über den Staatsdienst“ bei Heinrich Lutz, in der sein Bildungsverständnis zum Ausdruck kam: umfassende humanistische Bildung ist die Voraussetzung für politische Mündigkeit, ohne die eine demokratische Gesellschaft nicht bestehen kann.
Seit 1970 ist er mit Beatrix-Heidemarie Schuster verheiratet, die in den Wiener Städtischen Büchereien tätig war.
Nach kurzer Tätigkeit im Österreichischen Bundesverlag wurde Anton Szanya 1975 Pädagogischer Assistent an der Volkshochschule für Hörbehinderte und wurde dort 1977 zum Direktor bestellt. In den folgenden Jahren baute er diese Einrichtung zunächst zum Bildungszentrum Aktiv-Volkshochschule für Behinderte mit Zweigstellen im ganzen Stadtgebiet (1981) aus und danach zur Volkshochschule Rudolfsheim-Fünfhaus-Bildungszentrum Aktiv (1989). Diese Volkshochschule veranstaltete unter seiner Leitung in Zusammenarbeit mit dem Bundesinstitut für Gehörlosenbildung in den Jahren 1988 bis 1998 im oberösterreichischen Steyr international besetzte Symposien zur Gehörlosenbildung und von 1992 bis 1998 historisch-tiefenpsychologisch orientierte Symposien mit internationaler Beteiligung zu Politik und Religion aus Sicht der Psychoanalyse.
Seine Forschungsschwerpunkte sind Erwachsenen- und Behindertenbildung, politische Bildung, Volks- und Erwachsenenbildungsgeschichte, Psychohistorie, Neuere und Zeitgeschichte geblieben.
2000 wechselte Anton Szanya als wissenschaftlicher Mitarbeiter an das Österreichische Volkshochschularchiv, wo er redaktioneller Mitarbeiter der Zeitschrift „Spurensuche. Zeitschrift für Geschichte der Erwachsenenbildung und Wissenschaftspopularisierung“ ist und auch Mitautor bei der ersten online-Geschichte der Erwachsenenbildung in Österreich vom 19. Jahrhundert bis zur Gegenwart, die auf der Internetplattform „Knowledgebase Erwachsenenbildung“ zugänglich ist.
Anton Szanya hielt rund 170 Vorträge im In- und Ausland und veröffentlichte ebenso viele Publikationen zu Behindertenbildung, der allgemeinen Erwachsenenbildung, zu Geschichte und Tiefenpsychologie.
2007 trat er in den Ruhestand, ist aber weiterhin im Rahmen des Österreichischen Volkshochschularchivs wissenschaftlich aktiv.
Von 1985 bis 1990 war Anton Szanya Vorsitzender des säkular-laizistischen Freidenkerbundes Österreichs. und ist nach wie vor Mitherausgeber der Zeitschrift Aufklärung und Kritik des freidenkerisch-humanistischen Vereines Gesellschaft für kritische Philosophie Nürnberg.

## Schriften (Auswahl)
- 1848 – „Die Mutter aller Bildungsreformen“. In: Studien zur Wiener Geschichte. Jahrbuch des Vereins für Geschichte der Stadt Wien. Band 78 (2022). Wien 2022. S. 173-218
- Die Rolle der katholischen Kirche in der faschistischen Epoche. In: Der Freidenker. Geist und Gesellschaft. 4 A, Freidenkerbund Österreichs, Wien 1988.
- (Hrsg.): Politik auf der Couch: über die unbewussten Antriebe öffentlichen Handelns. Picus, Wien 1992, ISBN 3-85452-230-4.
- (Hrsg.): Religion auf der Couch: Von den unbewussten Wurzeln himmlischer Mächte. Picus, Wien 1993, ISBN 3-85452-244-4.
- (Hrsg.): Eros und Thanatos: Die Weise von Liebe und Tod. Picus, Wien 1994, ISBN 3-85452-263-0.
- (Hrsg.): Elektra und Ödipus: Zwischen Penisneid und Kastrationsangst. Picus, Wien 1995, ISBN 3-85452-278-9.
- (Hrsg.): Brüder, zur Sonne, zur Freiheit!: Mythen und Legenden über das Revolutionäre. Picus, Wien 1997, ISBN 3-85452-416-1.
- Der Bürgerhumanismus oder: Die Anfänge politischer Bildung. In: Spurensuche. Zeitschrift für Geschichte der Erwachsenenbildung und Wissenschaftspopularisierung. 1-2 (1997), S. 32–64, Wien 1997, ISSN 1025-9244
- Zaubermärchen und Heldendrama; Betrachtungen zur politischen Ikonographie. In: Hans Knaller (Hrsg.): Gegenkonzepte; Politische Bildung und Erwachsenenbildung. Studien Verlag. (= VÖV Publikationen. 13). Innsbruck 1998, ISBN 3-7065-1269-6, S. 153–186.
- Bildung wozu? Annäherung an einen europäischen Zentralbegriff. Verband Wiener Volksbildung, 1997, ISBN 3-900799-00-8.
- Zur Entstehung rechter Ideologien in Österreich. In: Anton Szanya (Hrsg.): „Durch Reinheit zur Einheit“: Psychoanalyse der Rechten. Studienverlag. Innsbruck 1999, ISBN 3-7065-1352-8, S. 14–54.
- Ùloha katolicke cirkve v epose fasismu. Weber, Olomouc 2003, ISBN 80-968938-3-1.
- Von magischen Helfern, strahlenden Helden und finsteren Gesellen: Studien zu Politik und Religion. Studien-Verlag, Innsbruck 2004, ISBN 3-7065-4028-2.
- mit Martin Luksan und Hermann Schlösser: Heilige Scheine: Marco d'Aviano, Engelbert Dollfuß und der österreichische Katholizismus. Promedia, Wien 2007, ISBN 978-3-85371-275-7.
- Der Traum des Josef Scheicher: Staatsmodelle in Österreich 1880–1900. Studienverlag, Innsbruck 2009, ISBN 978-3-7065-4424-5.
- Der beharrliche Streiter für Darwins Lehre: Gustav Jägers Wiener Jahre 1856–1866. In: Studien zur Wiener Geschichte. Jahrbuch des Vereins für Geschichte der Stadt Wien. Band 67/68 (2011/2012), Wien 2015, S. 115–172.
- „Das Vieh ist ein Mensch, und der Mensch ein Vieh.“ Das Ringen um die Deutungshoheit über die Natur-Geschichte in Österreich in der zweiten Hälfte des 19. Jahrhunderts. In: Aufklärung und Kritik. Zeitschrift für freies Denken und humanistische Philosophie. 1, Nürnberg 2016, S. 125–155.
- Eine angekündigte Bildungsrevolution; Bildungsreformprojekte im Revolutionsjahr 1848. In: Spurensuche; Zeitschrift für Geschichte der Erwachsenenbildung und Wissenschaftspopularisierung. 25. Jg., Wien 2016, S. 45–79. ISSN 1025-9244.
- „Zwischen Phantasiren und Philosophiren herrscht freilich ein großer Unterschied!“ Das Ringen um die Deutungshoheit über die Erkenntnisse der Naturwissenschaften in Wien in der zweiten Hälfte des 19. Jahrhunderts. In: Studien zur Wiener Geschichte. Jahrbuch des Vereins für Geschichte der Stadt Wien. Band 72/73 (2016/2017), Wien 2018, S. 193–230.
- Carl Bernhard Brühl: Arzt, Zootom, Volksbildner, Feminist. Studienverlag, Innsbruck 2019, ISBN 978-3-7065-5904-1.

## Auszeichnungen
- 1986: Preis der Leopold-Gratz-Stiftung
- 1987: Hauptpreis des Anton-Benya-Stiftungsfonds zur Förderung der Facharbeit
- 1993: Außerordentliche Würdigung durch den Stadtschulrat für Wien „für die initiative Zusammenarbeit mit dem Bundesinstitut für Gehörlosenbildung und für das persönliche Engagement bei der Unterstützung von Informations- und Fortbildungsveranstaltungen im Bereich der Gehörlosenbildung“.
- 1994: Silbernes Ehrenzeichen für Verdienste um die Republik Österreich
- 1995: Großes Verdienstzeichen des Verbandes Österreichischer Volkshochschulen
- 1999: Verleihung des Berufstitels „Professor“
- 2004: Preis der Stadt Wien für Volksbildung für das Jahr 2003[1]